# 韋斯頓 (愛荷華州)
韋斯頓（英語：Weston）是位於美國愛荷華州波特瓦特米縣的一個人口普查指定地區。

## 人口
根據2010年美國人口普查的數據，韋斯頓的面積為1.06平方千米，當中陸地面積為1.06平方千米，而水域面積為0.00平方千米。當地共有人口92人，而人口密度為每平方千米86.79人。